# Chapéu d'Uvas
Chapéu D'Uvas é um antigo distrito da cidade de Juiz de Fora, Minas Gerais.
É uma região com um dos povoamentos mais antigos da cidade e a Estrada Real passa por seu território. Por ela passa a ferrovia MRS Logística e teve sua estação ferroviária inaugurada em 1877, sendo a última parada de Juiz de Fora em direção a Belo Horizonte.
A Barragem de Chapéu D'Uvas, que regula a vazão do Rio Paraibuna, localiza-se no bairro.